# Amylograf
En amylograf er et apparat der anvendes til at fastligge mels bageegenskaber. Metoden kaldes amylografi og har til formål at bestemme dejens viskositet under stivelsesforklistring, og anvendes ofte i industrien til kvalitetsvurdering af mel. Metoden blev udviklet og udbredt af Brabender i 1928, men kan i dag foretages på en række forskellige apparater, herunder Mixolab fra Chopin.

## Metoden
I amylogrammet måles viskositeten af en dej medens temperaturen hæves med x °C/min. Viskositeten angives i BE (brabender enheder på en skala fra 0-1000). En af de vigtigste parameter i en sådan analyse Tmax, der er temperaturen hvorved dejen opnår den højeste viskositet (toppunkt i amylogrammet). Tmax i et klassisk amylogram beregnes således:
{\displaystyle T_{max}=T_{rum}+\bigtriangleup t\cdot t_{max}}
Hvor {\displaystyle \bigtriangleup t} er hastigheden hvormed temperaturen forøges, typisk sat til 1,5 °C/min, tmax er tiden hvortil der opnås maximal stivelsesforklistring og Trum er rumtemperaturen.    